# Résolution 28 du Conseil de sécurité des Nations unies
Membres permanents
- Chine
- États-Unis
- France
- Royaume-Uni
- URSS

Membres non permanents
- Australie
- Belgique
- Brésil
- Colombie
- Pologne
- Syrie

Résolution no 27 Résolution no 29
La résolution 28 est une résolution du Conseil de sécurité de l'ONU qui a été votée le 6 août 1947 et qui décide de demander au sous-comité chargé d'étudier la question grecque de proposer un nouveau projet de résolution avant le 11 août 1947.
L'abstention est celle de l'URSS.

## Texte
- Résolution 28 sur fr.wikisource.org
- Résolution 28 sur en.wikisource.org